# ژیلبرتو (بازیکن فوتبال، زاده ۱۹۷۵)
ژیلبرتو (پرتغالی: Gilberto؛ زادهٔ ۲۷ اوت ۱۹۷۵) بازیکن فوتبال اهل برزیل-لبنان است.
از باشگاه‌هایی که در آن بازی کرده‌است می‌توان به باشگاه ورزشی النجمه لبنان اشاره کرد.
وی همچنین در تیم ملی فوتبال لبنان بازی کرده‌است.